# Vrai muonium
Ne doit pas être confondu avec muonium.
Le vrai muonium (true muonium en anglais), dimuonium, ou encore muonium muonique, est un atome exotique composé d'un antimuon μ+ et d'un muon µ− qui n'a pas encore été observé mais pourrait avoir été produit dans des faisceaux d'électrons et de positrons. Équivalent du muonium usuel (μ+e−) où l'électron est remplacé par un muon. Il est comparable à une version lourde du positronium (e+e−).